# Ivantejevka
Ivantejevka (ryska Иванте́евка) är en stad i Moskva oblast i Ryssland. Staden har en yta på 14,62 km2, och den hade 69 265 invånare år 2015.